# Archidiecezja waszyngtońska
Archidiecezja waszyngtońska (łac. Archidioecesis Vashingtonensis, ang. Archdiocese of Washington) – rzymskokatolicka archidiecezja ze stolicą w Waszyngtonie, w Stanach Zjednoczonych. Obejmuje Waszyngton oraz hrabstwa Calvert, Charles, Montgomery, Prince George’s i Saint Mary’s w stanie Maryland. Wchodzi w skład metropolii Waszyngton. Oprócz niej w skład metropolii wchodzi diecezja Saint Thomas, która pokrywa się z terytorium Wysp Dziewiczych Stanów Zjednoczonych.
Na terenie archidiecezji znajduje się Bazylika Niepokalanego Poczęcia – największy kościół w Stanach Zjednoczonych (ósmy na świecie) oraz Katolicki Uniwersytet Ameryki.

## Historia
Tereny dzisiejszej archidiecezji waszyngtońskiej są kolebką katolicyzmu w Stanach Zjednoczonych. Po powstaniu Stanów Zjednoczonych, w 1784, Stolica Apostolska mianowała biskupa stojącego na czele Prefektury Apostolskiej Stanów Zjednoczonych Ameryki, która po pięciu latach przekształciła się w diecezję Baltimore. Pierwszym biskupem został John Carroll. W roku 1939, papież Pius XII stworzyły wspólną archidiecezja Baltimore-Waszyngton.
Ten sam papież w dniu 15 listopada 1947 ustanowił samodzielną archidiecezję waszyngtońską. 12 października 1965 została ona wyniesiona do godności metropolii.
W dniu 28 maja 1974 z części jej terytorium wydzielono diecezję Arlington.

## Arcybiskupi i biskupi waszyngtońscy

### Ordynariusze
- abp Michael Curley (1939–1947)
- kard. Patrick O’Boyle (1947–1973)
- kard. William Wakefield Baum (1973–1980) (w 1980 mianowany prefektem Kongregacji ds. Wychowania Katolickiego)
- kard. James Hickey (1980–2000)
- kard. Theodore McCarrick (2000–2006) (w 2019 wydalony ze stanu duchownego)
- kard. Donald Wuerl (2006–2018)
- kard. Wilton Gregory (2019–2025)
- kard. Robert McElroy (od 2025)

### Biskupi pomocniczy
- John Michael McNamara (1947–1960) zmarł
- Patrick Joseph McCormick (1950–1953) zmarł
- Philip Hannan (1956–1965) mianowany Arcybiskupem Nowego Orleanu
- William Joseph McDonald (1964–1967) mianowany biskupem pomocniczym San Francisco
- John Selby Spence (1964–1973) zmarł
- Edward John Herrmann (1966–1973) mianowany biskupem Columbus
- Thomas William Lyons (1974–1988) zmarł
- Eugene Marino SSJ (1974–1988) mianowany Arcybiskupem Atlanty
- Thomas Kelly OP (1977–1981) mianowany Arcybiskupem Louisville
- Alvaro Corrada del Rio SJ (1985–1997) mianowany Administratorem Apostolskim Caguas, Portoryko
- William Curlin (1988–1994) mianowany biskupem Charlotte
- Leonard James Olivier SVD (1988–2004) zmarł
- William Lori (1995–2001) mianowany biskupem Bridgeport
- Kevin Farrell (2001–2007) mianowany biskupem Dallas
- Francisco González Valer SF (2001–2014)
- Martin Holley (2004–2016) mianowany biskupem Memphis
- Barry Knestout (2008–2016) mianowany biskupem Richmond
- Mario Dorsonville (2015–2023) mianowany biskupem Houmy-Thibodaux
- Roy Edward Campbell (od 2017)
- Michael Fisher (2018–2020) mianowany biskupem Buffalo
- Juan Esposito-Garcia (od 2023)
- Evelio Menjivar-Ayala (od 2023)

## Parafie
Parafie archidiecezji opisane na Wikipedii:
- Parafia Matki Bożej Królowej Polski i św. Maksymiliana Kolbe w Silver Spring (z mszą św. w języku polskim)